# Josep Antoni Grífols i Roig
Josep Antoni Grífols i Roig   (Vilanova i la Geltrú, 1885 - Barcelona, 10 de febrer de 1976) fou un metge hematòleg i empresari català.

## Família i formació
Fill de Josep Antoni Grífols Morera (Vilanova i la Geltrú 1857-Barcelona 1930), metge homeòpata i un dels fundadors de l'Acadèmia Mèdico Homeopàtica de Barcelona l'any 1890, i de Gertrudis Roig Blanch. Es va llicenciar en medecina a la universitat de Barcelona i obtingué l'especialitat d'anàlisis clíniques a Danzig. Va ampliar els seus estudis d'Histologia i d'Anatomia Patològica a Múnic i es doctorà a Madrid amb una tesi sobre la reacció de Wasserman, utilitzada pel diagnostic de la sífilis, tema que presenta al I Congrés de Metges de Llengua Catalana del 1913.

## Vida professional
El 1909, fundà a Barcelona, juntament amb Lluís Celis i Pujol, Ricard Moragas i el doctor Gordan, l'Institut Central d'Anàlisis, pioner de les anàlisis clíniques, bacteriològiques i químiques. El 1928-29 va patentar la flèbula d'anàlisis, aparell per a extraure mostres de sang per a l'anàlisi, i la flèbula de transfusions, per a efectuar transfusions indirectes, les primeres realitzades a l'estat espanyol. El 1940, va fundar amb els seus fills Josep Antoni Grífols i Lucas (Barcelona 1916-1958) i Víctor Grífols i Lucas (Barcelona 1919-2015), els Laboratoris Grífols precedent del holding del mateix nom creat el 1987. El 1943 va idear i patentar el primer sistema de liofilització del plasma, i, el 1945, va crear el primer banc de sang a l'estat espanyol. El 1948 obtingué la patent per a la producció de penicil·lina, comercialitzada amb el nom de Pentacilina. Publicà també nombrosos articles sobre hematologia.